# Enicospilus medianus
Enicospilus medianus là một loài tò vò trong họ Ichneumonidae.